# Момчило Ђујић
Момчило Ђујић (Ковачић, код Книна, 27. фебруар 1907 — Сан Дијего, 11. септембар 1999) био је српски православни свештеник и четнички војвода који је предводио значајан дио четника на подручју сјеверне Далмације и западне Босне током Другог свјетског рата. Након атентата на краља Александра I Карађорђевића 1934. године, придружио се Удружењу четника Косте Пећанца. Након инвазије на Југославију, као командант Динарске дивизије предводио је одбрану мјесних Срба од хрватског усташког режима и сарађивао је са силама Осовине против комунистичких партизана. Преживио је рат, предао се западним Савезницима и на крају емигрирао у Сједињене Државе. Нове комунистичке власти су му судиле у одсуству и осудиле га за ратне злочине, оптуживши га за колаборације и одговорност за смрт око 1.500 људи током рата.
Настанивши се у Калифорнији, Ђујић је играо значајну улогу у српским емигрантским круговима и основао је српски четнички покрет „Равна гора” заједно са другим протјераним четничким борцима. Касније се повукао у Сан Маркос, гдје је писао пјесме и досјетке које су објављиване и у САД и у Србији. Био је кључан за одржавање четничке идеје током ратова у Југославији и постављање Војислава Шешеља за четничког војводу 1989. године, али је повукао ову одлуку 1998. године због његове политичке сарадње са комунистом Слободаном Милошевићем. Предсједник Републике Српске Биљана Плавшић му је 1998. године додијелила орден Карађорђеве звијезде (првог реда).

## Биографија

### Младост, образовање и свештенство
Момчило Ђујић је рођен 27. фебруара 1907. године у селу Ковачић код Книна у Краљевини Далмацији, која је била административна јединица у саставу Аустроугарске. Био је најстарији од петоро дјеце (три сина и двије ћерке) Рада Ђујића и Љубице (рођ. Милош). Браћа су му се звала Глишо и Бошко, а сестре Мара и Илинка Ика. Породица је поријеклом из Босне. Раде се у Ковачиће доселио са оцем Глишом, који је био ратни инвалид и његовим братом Николом, крајем осамдесетих година 19. вијека и неко вријеме су живјели од војне пензије његовог оца коју је примао од Аустроугарске војске. Љубица је родом била из села Љубач, југозападно од Книна. Недуго након женидбе Љубицом, Раде је постао успјешан земљорадник.
Момчилова мајка је имала у плану да сину дâ име Симо, по њеном брату, али се његовом оцу то име није свидјело и он, који је растао уз гусле и српску епску поезију, одлучио је да сину да име по војводи Момчилу, властелину из 14. вијека који је био у служби српског цара Душана Силног. Момчило је основну школу завршио 1918. године, као најбољи ученик у разреду. Између 1920. и 1924. године, похађао је нижу гимназију у Книну. Након двогодишње паузе, почео је похађати виши гимназију у Шибенику, али није матурирао. У Сремским Карловцима је 1929. године почео похађати српску православну богословију, дипломирао је 1931. године и рукоположен је за свештеника двије године касније. Додјељена му је парохија у селу Стрмица, недалеко од Ковачића. Објавио је збирку пјесама „Емилијаде” 1931. године, реиздату 1999. Недавно прије тога, оженио се Зорком Добријевић Јунџић, ћерком угледног трговца из Босанског Грахова. Вјенчали су се у цркви Светог Јована Крститеља у Книну, гдје је Момчило крштен као дијете. Ђујићево прво дијете био је Синиша рођен 1932. године, а Зорка је три године касније родила близанце — сина Радомира и ћерку Радојку.
Ђујић и његова породица су били релативно добростојећег статуса током кризног периода у Краљевини Југославији. Иако велики број парохијана није био нарочито религиозан и у цркву су долазили само три или четири пута годишње, Ђујић је имао мјесечну зараду од 1.000 динара, а примао је и бројне поклоне од мјештана. Такође се бавио и живинарством, а посједовао је и имање које је давало 900 kg пшенице годишње. Иако је већина становника Стрмице била сиромашна, Ђујићев дом је увијек имао довољно хране. Због свог иметка, Ђујић је постао најутицајнија особа у селу. Користио је свој новац и утицај како би помогао сељацима у Далматинској загори. Организовао је изградњу народног дома у Стрмици 1934. године, а финансирао је и надгледао наводњавање пољопривредних површина западно од Мрачаја и одобрио реконструкцију звоника на цркви Светог Јована Крститеља.

### Међуратно четничко удружење
У октобру 1934. године, бугарски националиста Владо Черноземски извршио је атентат на југословенског краља Александра I Карађорђевића у Марсељу. Овом приликом, сусрео се по први пут са будућим врховним заповједником четника Драгољубом Михаиловићем. Краљево убиство су дјелимично оркестрирале усташе, хрватски фашистички покрет. Убрзо након овога, Ђујић је почео скупљати оружје и организовати српске народне скупине у околини Книна. Знао сам да земља неће преживјети, објаснио је Ђујић, јер нико не може ставити Србе и Хрвате у исту торбу. Крајем 1934. године, састао се са Костом Пећанцем, предсједником међуратног Удружења четника и основао једанаест четничких одреда у околини Книна. Четнички покрет у Далмацији се појавио тридесетих година 20. вијека. Ђујић је мјесне Србе позивао да се придруже четницима. Већина је одбила и наставила миран суживот са својим хрватским сусједима.
Ђујић је 9. јануара 1935. године предсједавао скупом од двадесет новорегрутованих четника у селу сјеверно од Книна, заједно са ђенералом Љубом Новаковићем, замјеником Косте Пећанца. Скуп је одржан под будним оком сељана, а Ђујић је по први пут виђен у четничкој униформи, са кокардом на шубари. Ђујић је 6. септембра у Врлици основао четничку организацију. Неколико мјесеци касније, окупио је одред од 70 четника из села Отрић и Велика Попина.
Ђујић је постао познат по својим ватреним говорима, због чега је добио надимак „Поп ватра”. Тон његових говора се мијењао у зависности од политичких дешавања у Југославији, а његова идеолошка увјерења су се кретала од десничарско ројалистичких, до љевичарско прогресивних. У одређеним тренуцима, изгледало је као да је Ђујић прихватио фашизам Димитрија Љотића, вође Југословенског народног покрета, док се у другим тренуцима снажно залагао за конзервативну четничку идеологију. Ђујић је понављао позиве на остварење „демократије и народних права”, због чега га је регентство кнеза Павла означио као „попа лијеве демократије”. Добио је значајну подршку од Српске православне цркве у Книну. Користио је свој положај свештеника и углед међу мјесним становништвом како би утицао на то за кога ће гласачи из Стрмице гласати, упућујући своје парохијане да гласају за кандидате по његовом избору на парламентарним изборима 1935. године.
У мају 1937. године, Ђујић је током бесједе оптужио југословенску владу да је одговорна за лоше услове рада жељезничара у Далмацији и западној Босни. Нарочито је критиковао Нику Новаковића Лонгу, посланика из Книна и министра без портфеља у влади Милана Стојадиновића. Средином маја, Ђујић је предводио масовни штрајк између Бихаћа и Книна у коме је учествовало више од 10.000 незадовољних жељезничара. Жељезничка пруга Уна—Бутужница била је једна од осам у Југославији које су градиле француска грађевинска предузећа. Ђујић је желио смањити утицај Уједињеног радничког синдиката Југославије међу радницима у Далмацији и представио је себе као човјека који брани права радника широм земље. Штрајк је почео 15. маја, на прузи Срб—Дугопоље, а послије три дана, разбила га је жандармерија. Ђујић је затим предводио штрајк радника јужно од Врпоља, гдје је покушао да преговара са властима. Након што су преговори пропали, Ђујић је предводио раднике сјеверно до Стрмице, преко Голубића и Пилећег кука. Према полицијском записнику, одржао је велики скуп у Пилећем куку и у свом говору је критиковао регента Александра због своје „конкордатске, антиправославне и противрадничке политике”. Ђујић и штрајкачи су се у Книну сукобили са полицијом која је пуцала на штрајкаче, ранила тројицу и убила једну дјевојку која је посматрала сукоб. Ђујић је касније ухапшен и провео је 10 дана у затвору због „вријеђања” током скупа на Пилећем куку, на коме је присуствовало више од 800 људи.
Касније је од југословенске владе добио новчану накнаду за вријеме проведено у затвору. Ђујићеве акције су значајно повећале његову репутацију међу далматинским сељацима, који су га називали „храбрим вођом радника”. Кружиле су непоуздане гласине да је Ђујић подржао Љотићеву организацију и да је био један од ријетких људи који су гласали за Љотића на парламентарним изборима 1938. године. Власти су оптуживале Ђујића да је „стара италијанска шпијунчина” која је добила наређења од италијанског обавјештајног штаба у Задру, али никада није пронађен доказ који би оправдао ове сумње.

### Други свјетски рат
Ђујић није подржао пуч генерала Симовића и био је у Стрмици са својом породицом када је почела инвазија Трећег рајха. Схватио је да пад Југославије неизбјежан након што је видио колону деморалисаних снага из једва мобилисане 12. јадарске пјешадијске дивизије која је пролазила крај његове куће. Када је постало јасно да Југословенска војска не може задржати напредовање сила Осовине, Ђујић је почео кривити дјеловање усташке пете колоне за војни пораз Југословенске војске у Априлском рату. Независна Држава Хрватска на челу са усташким режимом је проглашена 10. априла 1941. у Загребу и подијељена је на њемачку и италијанску окупациону зону. Власти НДХ су спроводиле политике застрашивања, масакрирања и насилног пресељавања Срба.

#### Споразуми о сарадњи са Италијанима
Након оснивања НДХ, Ђујић је за длаку избјегао хапшење од стране усташа. Према италијанским извјештајима, Ђујић је тог мјесеца имао око 300 четника под својом командом, углавном око Книна. Средином мјесеца, његови четници су покренули рације у селима под комунистичком контролом између Босанског Грахова и Дрвара, у сарадњи са Италијанима, који су га сматрали одметником. Његови четници су са успјехом држали усташе даље од Книна и околине, што је мјесне Србе спасило од даљих масакара.
Док се љето приближавало, Ђујићеви четници су ослободили Дрвар од усташа. Почетком љета, четнички командант Стево Рађеновић и Ђујић су ступили у контакт са Италијанима и од њих затражили да зауставе усташке злочине над Србима, омогуће повратак српских избјеглица и укидање уредбе којом је омогућена конфискација имовине у власништву Срба у НДХ. Италијани су се обавезали на то у нади да ће то навести четнике на колаборацију и ослабити сваки будући устанак на том подручју, који би ометао жељезнички саобраћај на линији Сплит—Карловац. Дана 13. августа, на састанку у селу Пађене, војвода Ђујић и још неколико српских националиста пристали су на колаборацију са Италијанима. Они су тајно потписали споразум о ненападању са италијанском војском, а у замјену су Италијани пристали да 3.000 четника дјелује у, и око Книна. Дана 31. августа, на скупштини у Дрвару, Ђујић је добио задатак да заустави напредовање Италијана према граду. Одмах након тога, постигао је споразум са Италијанима који им даје слободан пролаз.

#### Успостављање Динарске дивизије
Почетком јануара 1942. године, основана је Динарска дивизија након што је Ђујић ступио у контакт са пуковником Драгољубом Михаиловићем преко курира. Под наводном Михаиловићевом контролом, Илија Трифуновић Бирчанин је играо средишњу улогу у организовању четничких јединица у западној Босни, Лици и сјеверној Далмацији у Динарску дивизију и у те крајеве слао бивше официре Југословенске војске да помогну. Ђујић је именован за заповједника дивизије са циљем „успостављања српске националне државе” у којој ће „живјети слободно православно становништво”. Ђујић је рекао да је Динарска дивизија под Дражином командом, али смо добијали новости и снабдјевања за нашу борбу од Љотића и Недића... Недићеви курири су долазили до мене на Динару и моји су долази до њега у Београду. Послао ми је војне униформе за гардисте Динарске дивизије; послао ми је десет милиона динара да набавим све што је потребно за моје борце и и шта год може да се набави. Иако је био лојалан Михаиловићу, Ђујић је одбио је да преда дужност заповједника Динарске дивизије мајору бивше Југословенске војске Бошку Рашети, већ га је умјесто тога именовао прво својим замјеником, а касније инспектором својих јединица.
Средином априла Ђујић и његове снаге су отпочеле сарађивати са Италијанима у антипартизанским рацијама. Дјеловао је у сјеверној Далмацији под Бирчанином који је био официр за везу између четника и Италијана и чије споразуме о сарадњи је одобрио Михаиловић.  Ђујић је активно сарађивао са италијанским снагама, са којима је закључио споразм о ненападању. Крајем 1942. и почетком 1943. четници су починили масакре по селима Гата, Тугаре, Числа, Горњи Долац, Звечање, Дугопоље, Штиково, Маовице, Отавице, Виналић, Кијево и Гарјак. Ђујић је оставио без заштите читаво српско село Кањане у Далмацији, због тога што као четници нису извршавали наређења, утврдивши да они „нису прави Срби већ нека врста Хрвата православне вјере”.
Четничке јединице под командом Ђујића, ушле су 1942. у званичан састав 18. корпуса Италијанске краљевске војске, као одред „Динара” Добровољачке антикомунистичке милиције и водиле су жестоке борбе против партизана. Те посебне јединице које су основали Италијани биле су састављене и од Словенаца, Хрвата и Муслимана. Ђујић је са својим људством прихватио легализацију четника, тј. стављање својих јединица у састав и под команду италијанске окупаторске војске.
Дана 10. фебруара 1943. године, Ђујић, Илија Михић, Петар Баћовић и Радован Иванишевић, четнички заповједници источне Босне, Херцеговине, Далмације и Лике, потписали су заједничко саопштење „народу Босне, Лике и Далмације” у коме стоји „пошто смо очистили Србију, Црну Гору и Херцеговину, дошли смо вам у помоћ да разбијемо жалосне остатке комунистичке међународне, зликовачке банде Тита, Моше Пијаде, Леви Вајнерта и других плаћених Јевреја”. Позвали су партизане да „поубијају политичке комесаре и ступе одмах у четничке редове”, као и „стотине и стотине њих који се свакодневно предају свјесни да су издати и преварени од комуниста Јевреја”.
Након Бирчанинове смрти у фебруару 1943. године, Ђујић је заједно са Јевђевићем, Баћовићем и Иванишевићем обећао да ће спроводити Бирчанинову политику о блиској сарадњи са Италијанима против југословенских партизана.

#### Успостављање сарадње са Нијемцима
Предвидјевши капитулацију Италије 1943. године, њемачка команда је, у оквиру плана Ахзе, упутила у Далмацију 114. ловачку дивизију. Ова јединица је пробојем из Бихаћа, савладавши отпор дијелова 6. личке дивизије НОВЈ ушла у Книн 25. августа 1943. године. Капитулацијом Италије објављеном 8. септембра 1943, и сама Добровољачка антикомунистичка милиција је престала да постоји. Неки Ђујићеви четници су се тада повукли у планине или су се придружили све јачим партизанима, а неки почели да сарађују са Нијемцима. Њемачка виша команда је одлучила да је неопходно неутралисати четничке одреде и 23. септембра наредила 113. пјешадијској дивизији да ухапси Ђујића. Овоме су се супротставили њемачки официри на терену, јер су сматрали да им четници могу добро послужити против партизана.
Четничке вође, међу којима и Ђујић, током јесени 1943. успоставили су контакте и сарадњу са немачким снагама. За разлику од Италијана, који су га снажно подржавали, Нијемци су били свјесни Ђујићеве моћи и ограничили су његове активности на заштиту пруге између Книна и Сплита од партизанских саботажа. Нијемци су Ђујићеве снаге користили тако што су их укључивали у своје нападне групе (као у операцијама Цитен и Реселшпрунг), и за обавјештајне и ударе у партизанској позадини. У хроници њемачке 373. легионарске дивизије капетан Ретих описао је различите начине употребе разних четничких група које су све припадале Ђујићевој Динарској дивизији, приликом задатка обезбјеђивања комуникације Книн—Бихаћ од партизана:
Ја сам укључио двије четничке групе од 800 људи укупно, које припадају двама различитим усмјерењима и између себе су заклети непријатељи. Један батаљон водио је Терзић, бивши активни југословенски официр, а другу Марић, дивљи и једноставни сељак, прави тип народног вође. Али, док је овај примао наређења само од њемачког Вермахта, Терзић се потчињавао само војводи у Книну и примао инструкције одатле.
Улажењем у колаборацију преко мјере, Ђујић је сметао Дражи Михаиловићу, који је септембра 1943. затхевао од њега да престане са колаборацијом. Михаиловић је био незадовољан и односом Ђујића према официрима које му је упућивала Врховна команда, од којих су неки били и ликвидирани. Ипак, Нијемци су 21. новембра 1943. пресрели Михаиловићеву поруку Ђујићу са инструкцијом да сарађује с њемачким снагама, а за себе самога рекао је да „то не може због јавног мишљења”. Свјестан свог све слабијег положаја, Ђујић је почео да ојачава непосредне везе са покретом Збор Димитрија Љотића.
У извештају 15. корпуса команди 2. оклопне армије Вермахта стоји:
Борбено садејство са четничким групама дуж главне саобраћајнице Бихаћ—Грачац—Книн—Дрниш—Шибеник састоји се у томе што су четници окупљени у посебним упориштима уз ослонац на њемачке трупе. Четничке вође примају налоге и упутства о вршењу задатака обезбјеђења и извиђања од заповједника њемачких упоришта.
Тако су четници под командом Ђујића задржали основну намјену коју су имали у саставу Добровољачке антикомунистичке милиције: обезбјеђивање позадине и бокова окупаторских јединица, субординација са јединицама Вермахта, потчињеност официрима Вермахта и упади на ослобођену територију. Ђујић је сарађивао са 15. корпусом све до пораза код Книна 1944. године.
Њемачки капетан Мерем из војно-обавјештајне службе Абвер забиљежио је у свом извјештају од 5. јула 1944. да је сарадња са четницима изванредна и да они замјењују једну до двије дивизије.

#### Повлачење и предаја
Крајем 1944. снажне партизанске јединице, потпомогнуте ратном техником коју су добили од Британаца, кренуле су да стежу обруч око Ђујићевих четника. Борбе су се водиле од 1. новембра до 5. децембра и познате су под називом Книнска операција. Југословенски партизани су 25. новембра 1944. године напали Книн, који је бранило 14.000 Нијемаца, 4.500 Ђујићевих четника и око 1.500 усташа. Снаге Момчила Ђујића играле су значајну улогу током првог дијела Книнске операције у саставу њемачких снага. До краја 1944. године, због партизанских побједа и све веће деморализације својих трупа, Ђујић се повукао у Словенију, а затим отпутовао у Беч. Првих дана децембра 1944. године надмоћније партизанске снаге опкољавају Ђујићеве четнике. У зору, 3. децембра, послије тешких борби током книнске операције Ђујић, уз сагласност збора команданата, доноси одлуку о пробоју према Лици.
Извештај Динарске четничке дивизије команди штаба 15. корпуса Вермахта 1. децембра 1944. године за време Книнске операције:
Четничка команда са свим својим оружаним снагама од мјесеца септембра прошле године ради и сарађује са Њемачком војском у овим крајевима искрено и лојално. Ово су нам налагали наши заједнички интереси у борби противу заједничког непријатеља. Ова се сарадња продужила све до данас. Када је прије скоро месец дана отпочела велика партизанска офанзива на Книн и када су четници изгубили један већи дио територије четници су увидјели да је више овде њихова борба узалудна јер да ће ипак морати једног дана напустити ову територију. То је од стране представника ове команде мајора Мијовића тачно речено Команданту Њемачког Корпуса у Книну. Са стране господина генерала команданта Корпуса је изражена жеља да не треба да се растављамо него да до краја заједнички подијелимо судбину па шта нам буде.
Кад су четници под командом Ђујића у последњој фази Книнске операције напустили немачки фронт код Книна, у хроници 373. дивизије је записано:
До осјетног слабљења фронта код Книна дошло је кад је 6—7.000 људи јака четничка група вођена од попа Момчила пјешачким маршем пребачена у област Карловца. Разлог који је ово изазвао је непријатељство са усташама, па је ријешено да се формира један четнички корпус у области Љубљане. Маршевски покрет био је помогнут од стране 373. дивизије колико год је то било могуће.
У бици код села Пађене Динарска дивизија пробија обруч, одлази у Лику и Бихаћ. Ђујић је тада затражио писмену гаранцију од Анте Павелића да се његови четници могу повући у Словенију. Милан Недић и Љотић су такође апеловали на Нојбахера да осигура Павелићеву сарадњу, а за безбједан пролаз Ђујићевих снага заложио се и словеначки колаборациониста, генерал Леон Рупник. Павелић је 21. децембра издао наређење Хрватским оружаним снага да се дозволи безуслован слободан пролаз Ђујићевим четницима. Међутим, коридор који је понудио Павелић није био безбједан због сталних партизанских напада, па је Ђујић изабрао други пут до Истре. Када су стигли у Словенију, Ђујићеве снаге су се придружиле Јевђевићевим четницима, Љотићевим добровољцима и Недићевом Српском ударном корпусу у једну силу под командом вишег СС и полицијског вође Одила Глобочника у оперативној зони Јадранско приморје. Заједно, они су покушали да ступе у контакт са западним Савезницима у Италији и покушају да обезбједе страну помоћ за предложену антикомунистичку офанзиву како би обновили ројалистичку Југославију. У мају 1945. године, Ђујић и његова дивизија се уз помоћ Савезника пребацује у јужну Италију, одатле у логоре за расељена лица у Њемачку, а онда су их раздвојили.

### Емиграција
Ђујићу је 1947. године одржано суђење у одсуству, а нове комунистичке власти су га осудиле за ратне злочине. Проглашен је ратним злочинцем, без доказа, да је, као заповједник Динарске дивизије, био одговоран за организовање и спровођење низа масовних убистава, масакара, тортура, силовања, отимачина и притварања, као и за сарадњу са италијанским и њемачким окупатором. Оптужен је за смрт преко 1.500 људи током рата.
Од 1947. до 1949. године Ђујић је живио у Паризу, прије него што је емигрирао у САД, а многи његови саборци су га слиједили. Након доласка у САД, Ђујић и његови саборци су играли кључну улогу у оснивању Покрета српских четника „Равна гора”. Такође је основао и лист „Србија”, званично гласило покрета. Касније, разбјеснео је појединце у српској дијаспори када је прихватио српског патријарха, кога су поставиле комунистичке власти. Међутим, остао је снажни противник комунистичком режиму у новој Југославији. Ђујић се повукао у Сан Маркос, гдје је писао пјесме и досјетке које су објављиване у САД и у Србији. У неколико наврата југословенске власти су тражиле његово изручење из САД како би се суочио са њиховим оптужбама за ратне злочине, али су ти захтјеви сваки пут одбијени као неосновани.
На Видовдан 28. јуна 1989. године, на 600. годишњицу Косовске битке, Ђујић је додијелио титулу војводе Војиславу Шешељу и наредио му „да протјера све Хрвате, Албанце и друге стране елементе са светог српског тла”, наводећи да ће се вратити само кад Србија буде очишћена од „посљедњег Јевреја, Албанца и Хрвата”. Шешељ се у то вријеме лажно представљао као антикомунистички дисидент. Касније је постао предсједник Српске радикалне странке и коалициони партнер предсједника Социјалистичке партије Србије Слободана Милошевића. Ђујић је 1998. године јавно изјавио да је Шешељ његово велико разочарање и да се ограђује од свих његових поступака, као и да му одузима титулу војводе „јер ту нема ни Србина, ни човјека”, при чему је за Милошевића рекао да је „највећи гробар српства”, као и да му је најтрагичније било то што је Шешељ отишао у савез са Милошевићем и с њим створио заједничку владу.
Према исказу Милана Бабића, пред Међународним кривичним судом за бившу Југославију, Ђујић је финансијски подржавао Српску Крајину током њеног постојања. Ђујићева супруга Зорка је преминула 23. августа 1995. године у 84. години живота. Тадашњи предсједник Републике Српске Биљана Плавшић је 21. маја 1998. године Ђујићу додијелила Орден Карађорђеве звијезде првог реда. Хрватски министар правде Звонимир Шепановић 28. маја 1999. године тражио је Ђујићево изручење на основу наводних доказа изнесеним током поступка у Шибенско-книнском жупанијском суду, али безуспјешно.

## Смрт
Момчило Ђујић је преминуо 11. септембра 1999. године у болници у Сан Дијегу у 92. години живота. Иза себе је оставио троје дјеце, двије унуке, четворо праунучади, брата, Бошка Ђујића, и сестру, Илинку Ђујић. У некрологу посвећеном Ђујићу у Њујорк тајмсу који је написао новинар Дејвид Бајндер, наведено је да је Ђујић био „жесток непријатељ комунизма, нацизма и фашизма”, који је учествовао у „епским биткама Другог свјетског рата” и да је спровео многа „дјела ратне храбрости”. Хрватска влада је критиковала чланак и његовог аутора и навела је да је незадовољна и разочарана лажним информацијама које су наведене у Ђујићевој биографији. Уређивач Вошингтон поста Бенџамин Витс примјетио је да је у некрологу само у пролазу наведено учешће у ратним злочинима и оптужбе са колаборацију, као и његов утицај у ратовима у бившој Југославији. Историчар Марко Атила Хоаре изјавио је да Биндерова команда показала своје „дивљење према српском нацистичком сараднику Момчилу Ђујићу”.
Комеморацију на којој је обиљежено шест мјесеци од смрти Момчила Ђујића, организовао је покрет динарских четника „Војвода Момчило Ђујић”, а одржана је у цркви Светог Марка у Београду у марту 2000. године. Српска дијаспора у САД поставила је споменик Ђујићу на српском гробљу и Либертивилу у Илиноису. Управа и играчи ФК Црвена звезда из Београда посјетили су споменик 23. маја 2010. године.

## Одликовања
- Орден Карађорђеве звезде са мачевима IV реда (1943)[60]
- Карађорђева звијезда првог реда (1998)[51][52][53]